# مری اسکیاوو
مِری فَکلر اسکیاوو (به انگلیسی: Mary Fackler Schiavo) دکتر حقوق، افشاگر و بازرس کل سابق وزارت ترابری ایالات متحده آمریکا است که در پی اصرار به برملاسازی فساد و سعی در اصلاح مشکلات، به‌مدت شش سال در مقابل فشارهای وزارت ترابری (DOT) و اداره هوانوردی فدرال (FAA) ایستادگی کرد.
در سال ۱۹۹۰ جورج بوش پدر، رئیس‌جمهور وقت امریکا، اسکیاوو را به سمت بازرس کل وزارت ترابری گماشت. او شروع به کمپین برای فرونشاندن تجارت قطعات فاقد تأیید هواپیما کرد. بازجویی‌های زیر نظر اسکیاوو در سال ۱۹۹۶ منجر به بیش از ۱۵۰ مورد محکومیت جنایی و بیش از ۴۷ میلیون دلار جریمه و اعاده شد. احکام مجازات صادره به‌دنبال این محکومیت‌ها، به‌طور متوسط به پنج سال بر نفر می‌رسید.
مری به‌خاطر گفتار رک و راست، انتقادات بی‌پرده و برخورد قاطعش در میان فعالان صنعت هوانوردی به «مری ترسناک» (به انگلیسی: Scary Mary) معروف است.
در سال ۱۹۹۷ و پس از تصدی پُرآشوبش در وزارت ترابری، کتاب پرواز کور، پرواز امن را نوشت که خلاصه‌ای است از نگرانی‌های متعددش در مورد نقص‌های سیستمی اف‌ای‌ای.

## انتقاد از ماجرای حملات ۱۱ سپتامبر
مری اسکیاوو ادعا می‌کند مقامات اف‌ای‌ای تا پیش از حملات ۱۱ سپتامبر اعتقادی به امکان وجود خطر حملهٔ هوایی و تروریسم داخلی نداشتند و دلیل آن را این‌گونه می‌پندارد که مدارس پرواز به پذیرش و آموزش تعداد زیادی دانشجوی پرواز خارجی می‌پرداختند و اف‌ای‌ای در این امر مشوق آنان بود.
او پس از ماجرای ۱۱ سپتامبر، وکیل خانواده‌های آمریکایی بود که از خطوط هواپیمایی دخیل در ماجرا شکایت و ادعای خسارت کردند.